# امیر ناظمی
امیر ناظمی پژوهشگر ایرانی حوزه سیاست‌گذاری فناوری، معاون وزارت ارتباطات و فناوری اطلاعات و رئیس سازمان فناوری اطلاعات ایران، از سال ۱۳۹۷ تا مرداد ۱۴۰۰ بوده است.
او عضو هیئت علمی مرکز تحقیقات سیاست علمی و مدیر گروه آینده‌اندیشی این مرکز بوده است. 
او مدیر بخش سیاست علم و فناوری شبکه مطالعات سیاست‌گذاری عمومی و مدیر بخش علم و فناوری در مرکز بررسی‌های استراتژیک ریاست‌جمهوری در سال‌های ۱۳۹۳ تا ۱۳۹۶ بوده است. همچنین مشاور حوزه سیاست‌گذاری فناوری در معاونت علمی و فناوری ریاست‌جمهوری و مشاور شورای عالی علوم، تحقیقات و فناوری (عتف) در دولت یازدهم بوده است.
ناظمی پس از خروج از دولت، چندین بار دستگیر شد و در نهایت در سال ۱۴۰۲ از ایران خارج شد. او در پادکست طبقه۱۶ به تشریح محدودیت‌های که بر او تحمیل شده بود و چگونگی خروجش از کشور اشاره کرد. بر این اساس علت اجبار او به خروج از کشور، مقاومت او در برابر قطع اینترنت آبان۹۸ ایران و تلاش او برای بازگشت اینترنت، عنوان شده است.
او عضو هیئت مدیره انجمن مدیریت فناوری و نوآوری ایران و انجمن آینده‌نگری ایران در چندین دوره بوده است. همچنین موسس اندیشگاه آتی‌نگار، به عنوان یکی از نخستین اندیشگاه‌های ایرانی، در سال ۱۳۸۵ بوده است.
یکی از آثار او تحت عنوان «سناریونگاری یا برنامه‌ریزی بر پایه سناریوها» برگزیده کتاب فصل شد.
او عضو گروه واژه‌گزینی فرهنگستان زبان فارسی در حوزه آینده‌پژوهی و مدیریت فناوری و نوآوری در فاصله سال‌های ۱۳۸۷ تا ۱۳۹۲ و عضو وابسته فرهنگستان علوم ایران در حوزه آینده‌پژوهی بوده است. 

## کتاب‌ها
- «تنظیم‌گری رسانه‌های صوتی‌تصویری نوین» - دانشگاه صداوسیما- تهران ۱۳۹۸
- «آینده‌پژوهی در سیستم‌های پیچیده» - مرکز سیاست علمی کشور- تهران ۱۳۹۷  o کتاب برگزیده سال انجمن آینده‌نگری ایران
- «بازاندیشی در مفهوم نخبه‌گرایی از آموزش تاحکمرانی» - رهنماگران مدیریت- تهران ۱۳۹۷
- «درآمدی بر مفهوم نظام نخبگانی گذار به آینده مطلوب» - رهنماگران مدیریت- تهران ۱۳۹۷
- «نهادهای کلیدی در نظام آموزش نخبگانی» - رهنماگران مدیریت- تهران ۱۳۹۷
- «کاربرد روش‌های آینده‌پژوهی در سیاست‌گذاری فناوری» - مرکز سیاست علمی کشور- تهران ۱۳۹۵
- سناریونگاری یا برنامه‌ریزی بر پایه سناریوها، وحید وحیدی مطلق، عزیز علیزاده، امیر ناظمی، ناشر: مؤسسه مطالعات بین‌المللی انرژی - ۱۳۸۷
- آینده‌نگری علم و فناوری، ناشر: مرکز نشر دانشگاهی
- آینده‌نگاری فناوری هوافضا در ایران ۱۴۰۴، ناشر: مرکز تحقیقات سیاست علمی کشور - ۱۳۸۸
- آینده‌نگاری فناوری ارتباطات در ایران ۱۴۰۴، ناشر: مرکز تحقیقات سیاست علمی کشور - ۱۳۸۸
- آینده‌نگاری فناوری اطلاعات در ایران ۱۴۰۴، ناشر: مرکز تحقیقات سیاست علمی کشور - ۱۳۸۸
- آینده‌نگاری فناوری دریا در ایران ۱۴۰۴، ناشر: مرکز تحقیقات سیاست علمی کشور - ۱۳۸۸
- مقدمه‌ای بر آینده‌پژوهی: روش سناریو، امیر ناظمی، ناشر: مؤسسه آموزش و تحقیقاتی صنایع دفاعی - ۱۳۹۳
- راهنمای شرکت‌های دانش‌بنیان: از تقاضای تأییدیه دانش‌بنیان تا دریافت تسهیلات، امیر ناظمی و مهدی پاکزاد، ناشر: مؤسسه انتشارات آموزش عالی آزاد دانشیار - ۱۳۹۴
- دانش‌واژه آینده‌پژوهی، امیر ناظمی، محمدرضا فرزاد، عبدالمجید کرامت زاده، ناشر: مؤسسه آموزش و تحقیقاتی صنایع دفاعی - ۱۳۹۰
- مبانی آینده‌پژوهی و روش‌های آن، سعید خزایی، امیر ناظمی، ناشر: مرکز تحقیقات سیاست علمی کشور - ۱۳۹۴
- آینده‌نگاری: از مفهوم تا اجرا. تهران: انتشارات مرکز صنایع نوین.